# 飯田達郎
飯田 達郎（いいだ たつろう、1987年5月14日 - ）は、日本の俳優である。福井県武生市（現越前市）出身。劇団四季所属。血液型はA型。兄は元劇団四季所属の飯田洋輔。

## 略歴
武生市立武生第一中学校（現越前市立）在籍の時、当時高校生だった兄の飯田洋輔と共にアカペラグループ「ブラスターズ」を結成し、ハモネプリーグ第2回・第3回に出場（第3回は予選通過も決勝辞退）。中学生離れしたボイスパーカッションに注目が集まる。
2004年、NHKのど自慢 in福井にて優勝。
2005年、クラウンレコード主催のオーディション中部北陸大会トップ通過、全国大会では惜しくも2位。（1位とは1点差）
2006年、同オーディションの中部北陸大会はトップ通過、全国大会で優勝。
2003〜2007年、アマチュアアカペラバンド「Free Melody」に所属しつつ、日本各地で活動を行う。
福井県立足羽高等学校卒業後、資金稼ぎに福井放送でADのアルバイトをしていた。（「夕方いちばんプラス1」という番組を担当）
ライオンキングの観劇をきっかけに劇団四季を目指す。2008年2月オーディション合格。
2008年10月1日、ジーザス・クライスト＝スーパースター ジャポネスクヴァージョン全国公演にて、司祭役で、初舞台を踏む。
2009年の自由劇場でのジーザス・クライスト＝スーパースター ジャポネスクヴァージョンでは、兄弟共演を果たす。
2012年9月にはキャッツで再び兄弟共演が実現した。
2013年8月〜2014年8月にかけて、劇団四季ソング&ダンス60 感謝の花束　全国公演、東京公演では、兄弟でヴォーカルパートを務めた。
2016年開幕のノートルダムの鐘で主役のカジモド役にキャスティングされ、同年12月15日にて初出演を果たす。

## 人物
趣味は手品、バス釣り
兄と同様に阪神タイガースの大ファンである。そのため2016年に阪神甲子園球場にラム・タム・タガーの格好で登場している。また、2019年に京セラドーム大阪で開幕したプロ野球公式戦（阪神対ヤクルト戦）の開幕セレモニーにおいて、国家独唱を務めた。

## 出演作品
- ジーザス・クライスト＝スーパースター ジャポネスクヴァージョン - 司祭、ペテロ
- ジーザス・クライスト＝スーパースター エルサレムヴァージョン - ペテロ、ヘロデ王
- オペラ座の怪人- ラウル・シャニュイ子爵
- サウンド・オブ・ミュージック - ロルフ
- 劇団四季ソング&ダンス The Spirit - ヴォーカルパート
- 桃次郎の冒険 - 桃三郎
- キャッツ - スキンブルシャンクス、ラム・タム・タガー
- 劇団四季ソング&ダンス60 感謝の花束 - ヴォーカルパート
- 劇団四季FESTIVAL! 扉の向こうへ - ヴォーカルパート
- リトルマーメイド - エリック
- ノートルダムの鐘 - カジモド
- 劇団四季ソング&ダンス65 - 2枠
- 劇団四季 The Bridge ～歌の架け橋～
- 劇団四季のアンドリュー・ロイド＝ウェバー コンサート～アンマスクド～
- 美女と野獣-ビースト